# Slijplak
Onder slijplak  (mogelijk uit het Jiddisch, schleiflack ); in het Engels ‘’rubbing varnish’’, verstaat men een laktechniek die vooral in de 19e eeuw werd toegepast. De lak werd met een lap of doek aangebracht en vervolgens glad geschuurd.

## Doel
Het doel van deze techniek is om een homogeen, dekkend en glad oppervlak te verkrijgen. Dat was, met de lak die in de 19e eeuw beschikbaar was, niet goed mogelijk. De lak smeerde niet goed uit (er kwamen tranen of zakkers), vormde gemakkelijk luchtbellen en was niet te spuiten. Om deze redenen moest de lak vaak aangebracht worden, omdat telkens maar een heel dunne laag mogelijk was. Als gevolg van deze kwaliteit kon men de lak alleen met een kwast opbrengen, wat echter noodzakelijkerwijze tot structuur in de lak leidt. Als men echter een oplosmiddel aan de lak toevoegt dekt ze minder.

## Werkwijze
Men bracht daarom een dikke laag lak op en schuurde net zo lang, tot het oppervlak homogeen was. De eerste ronde liep men een grote kans dat men de lak helemaal wegschuurde en de onderlaag tevoorschijn kwam. Dan was het nodig een tweede laag met meer verdunning op te brengen, en die ook weer te schuren. Waren er op deze wijze genoeg lagen aangebracht dan kon men ‘’finishen’’: de lak werd geschuurd met steeds fijner nat schuurpapier, puimsteen of staalwol tot het oppervlak helemaal glad was. Schuurde men verder dan werd het oppervlak mat, zijdemat en ten slotte, met krijt als schuurmiddel, glanzend. Tot in de 20e eeuw bestond er geen lak die uit zichzelf zijdemat of glanzend was.

## Huidige toepassing
Tegenwoordig wordt in het bedrijfsleven lak alleen nog met een spuit aangebracht. Kunsthars en oplosmiddel zorgen ervoor dat de lak heel dik kan worden aangebracht. Tussen de lagen wordt alleen nog geschuurd om de lak beter te laten hechten, want glad wordt ze vanzelf.
Omdat de techniek zo arbeidsintensief is, wordt slijplak alleen nog in de modelbouw en bij antiek toegepast. Lak die in meer lagen moet worden aangebracht heet tegenwoordig pianolak.